# Babí doly
Babí doly jsou přírodní rezervace v Brně, na území městské části Brno-Ořešín. Je Krajským úřadem Jihomoravského kraje. Nachází se v údolí Babídolského potoka, levostranného přítoku Ponávky, v Soběšické vrchovině. Důvodem ochrany jsou dva rybníčky s litorálními porosty a navazující mokřadní louka, výskyt obojživelníků, raků a mokřadních rostlinných společenstev.

## Geologie
Podloží tvoří biotitický granodiorit brněnského masivu typu Královo Pole a svahové sedimenty.

## Flóra
Z dřevin převažuje olše lepkavá (Alnus glutinosa), z bylin se tu nachází kakost bahenní (Geranium palustre), kyprej obecný (Lythrum salicaria), máta dlouholistá (Mentha longifolia), medyněk vlnatý (Holcus lanatus), tužebník jilmový (Filipendula ulmaria) a vrbina obecná (Lysimachia vulgaris), z mokřadních druhů je to halucha vodní (Oenanthe aquatica), kamyšník přímořský (Bolboschoenus maritimus), orobinec širolistý (Typha latifolia), rdest kadeřavý (Potamogeton crispus), růžkatec ostnitý (Ceratophyllum demersum), šáchor hnědý (Cyperus fuscus), zevar vzpřímený (Sparganium erectum) a žabník vodní.

## Fauna
Žije zde rak říční (Astacus astacus), z obojživelníků rosnička zelená (Hyla arborea), ropucha obecná (Bufo bufo), skokan štíhlý (Rana dalmatina), skokan hnědý (Rana temporaria), z plazů užovka obojková (Natrix natrix), ptáky zastupuje potápka malá (Tachybaptus ruficollis) či slípka zelenonohá (Gallinula chloropus).